# Gouvernement Manuel García Prieto (5)
Royaume d'Espagne
Guerra Directoire militaire
Le cinquième gouvernement Manuel García Prieto est le dernier gouvernement constitutionnel de la restauration bourbonienne, en fonction le 7 décembre 1922 au 15 septembre 1923.

## Composition
| Portefeuille                                         | Titulaires | Titulaires                                    | Parti   |
| ---------------------------------------------------- | ---------- | --------------------------------------------- | ------- |
| Président du Conseil                                 |            | Manuel García Prieto                          | libéral |
| Ministre d'État                                      |            | Santiago Alba Bonifaz                         | libéral |
| Ministre des Grâces et de Justice                    |            | Álvaro de Figueroa y Torres                   | libéral |
| Ministre des Grâces et de Justice                    |            | Antonio López Muñoz (es)                      | libéral |
| Ministre de la Guerre                                |            | Niceto Alcalá-Zamora                          | libéral |
| Ministre de la Guerre                                |            | Luis Aizpuru y Mondéjar                       | sans    |
| Ministre de la Marine                                |            | Luis Silvela                                  | libéral |
| Ministre de la Marine                                |            | Juan Bautista Aznar-Cabañas                   | sans    |
| Ministre des Finances                                |            | José Manuel Pedregal (es)(jusqu'au 4/04/1923) | libéral |
| Ministre des Finances                                |            | Miguel Villanueva                             | libéral |
| Ministre des Finances                                |            | Félix Suárez Inclán (es)(jusqu'au 15/09/1923) | libéral |
| Ministre du Gouvernement                             |            | Martín Rosales Martel                         | libéral |
| Ministre de l'Instruction publique et des Beaux-arts |            | Joaquín Salvatella (es)                       | libéral |
| Ministre du Travail,de l'Industrie et du Commerce    |            | Joaquín Chapaprieta                           | libéral |
| Ministre du Travail,de l'Industrie et du Commerce    |            | Luis Armiñán Pérez (es)                       | libéral |
| Ministre de l'Équipement                             |            | Rafael Gasset                                 | libéral |
| Ministre de l'Équipement                             |            | Manuel Portela                                | libéral |